# Quint Novi
Quint Novi (en llatí Quintus Novius) va viure cap a l'any 30 aC. Va ser un cèlebre escriptor romà contemporani de Luci Pomponi Bononiense. Formava part de la gens Nòvia, una gens romana d'origen plebeu.
Va escriure algunes obres que segons sembla feien referència al dictador Sul·la. Les comèdies de Novi són mencionades sovint per Noni Marcel i també per altres gramàtics. Algunes de les seves obres s'han conservat i són totes del gènere literari atel·lana, Atellanae Fabulae, molt populars, que tractaven temes humorístics i sense gaire connexió uns amb els altres però que tenien gran èxit entre els romans.